# Estádio Municipal Adérito Sena
O Estádio  Municipal Adérito Sena é um estádio multiusos localizado em zona este de Mindelo na Ilha de São Vicente em Cabo Verde. É atualmente usado maioritariamente para partidas de futebol. O estádio tem capacidade para 5 mil pessoas.
Este estádio é a "casa" de dois dos melhores clubes em Cabo Verde, o CS Mindelense e FC Derby e outra equipa que joga na primeira divisão, especialmente na primeira divisão da Ilha de São Vicente.